# Тацу (альбом)
«Тацу» — дебютный студийный альбом группы «Настя», выпущенный в 1987 году как магнитоальбом (в 1997 году переиздан лейблом Moroz Records на CD с одним бонус-треком). Об альбоме есть глава в монографии Александра Кушнира «100 магнитоальбомов советского рока». Альбом назван по входящей в его состав песне, текст которой основан на истории младшего лейтенанта японской императорской армии Хиро Онода, продолжавшего вооружённое сопротивление и после капитуляции Японии во Второй мировой войне.

## Список композиций
Вся музыка — Настя Полева, кроме указанного особо.

Все тексты — Илья Кормильцев, кроме указанного особо.
| №  | Название               | Текст песни                          | Музыка           | Длительность |
| -- | ---------------------- | ------------------------------------ | ---------------- | ------------ |
| 1. | «Ариадна»              |                                      |                  | 4:53         |
| 2. | «Одиссей»              |                                      |                  | 4:45         |
| 3. | «С тобой, но без тебя» | Вячеслав Бутусов                     |                  | 5:11         |
| 4. | «Ночные братья»        |                                      |                  | 4:13         |
| 5. | «Цунами»               | Илья Кормильцев, Алексей Могилевский |                  | 3:38         |
| 6. | «Вниз по течению неба» |                                      |                  | 4:56         |
| 7. | «Клипсо-Калипсо»       | Вячеслав Бутусов                     | Вячеслав Бутусов | 3:30         |
| 8. | «Тацу»                 |                                      |                  | 6:13         |
| 9. | «Улитка»               |                                      |                  | 4:12         |

| №   | Название        | Текст песни      | Музыка           | Длительность |
| --- | --------------- | ---------------- | ---------------- | ------------ |
| 10. | «Снежные волки» | Вячеслав Бутусов | Вячеслав Бутусов | 2:51         |

## Участники записи
- Настя Полева — аранжировка, вокал
- Егор Белкин — аранжировка, гитара, мандолина, продюсер
- Александр Пантыкин — аранжировка, клавишные
- Алексей Хоменко — клавишные
- Алексей Могилевский — саксофон
- Вадим Шавкунов — бас-гитара
- Владимир Назимов — барабаны
- Игорь Гришенков — аранжировка
- Александр Калужский — «голос врага» в (8)

### Технический персонал
- Звукорежиссёры: Леонид Порохня, Сергей Осокин
- Мастеринг (1997 год): Евгений Гапеев
- Фотографии: Ильдар Зиганшин
- Художник: Василий Гаврилов

Записано летом 1987 на учебной студии студенческого телевидения журфака Уральского государственного университета (Свердловск).
В оформлении использованы работы средневековых японских художников.

## Издания
- 1987, магнитоальбом
- 1994, CD, A-Ram
- 1995, MC, Moroz Records